# Drapeau de la Gagaouzie
 (août 2024).
Si vous disposez d'ouvrages ou d'articles de référence ou si vous connaissez des sites web de qualité traitant du thème abordé ici, merci de compléter l'article en donnant les références utiles à sa vérifiabilité et en les liant à la section « Notes et références ».

Drapeau de la Gagaouzie.

Pendant l'effondrement de l'Union soviétique, en 1989, les Gagaouzes, qui jusque-là n'avaient eu ni république soviétique, ni même région autonome au sein de l'URSS, et étaient répartis entre les Républiques socialistes soviétique de Moldavie et d'Ukraine, réclament pour eux aussi un territoire autonome.

Drapeau des Gagaouzes.

Ils adoptent alors et arborent un drapeau bleu figurant dans un cercle blanc une tête de loup rouge, qui fait référence à leurs légendes ancestrales, le loup évoquant leur langue turque[pas clair] et le bleu évoquant leur nom d'Oghouzes bleus (Gök-Oğuzlar). Ce drapeau reste jusqu'à nos jours celui de tous les Gagaouzes, où qu'ils vivent, mais il n'est pas officiel : c'est un drapeau ethnique. Il est différent de celui de la Gagaouzie mise en place comme région autonome en 1991, dans la partie moldave seulement de leurs implantations.
Le premier drapeau de la Gagaouzie avait des couleurs légèrement différentes de l'actuel et n'avait encore ni les trois étoiles, ni la bande blanche, ajoutés en 1994. Les lois de la Gagaouzie permettent l'utilisation de cette version simplifiée du drapeau, pour des usages privés : par exemple, personnels et commerciaux. Pour l'utilisation de gouvernement, seul le drapeau d'État complet est valide. Les trois étoiles symbolisent les trois dolay (arrondissements) du territoire.

## Source
- (en) Cet article est partiellement ou en totalité issu de l’article de Wikipédia en anglais intitulé « Flag of Gagauzia » (voir la liste des auteurs).
- Enrichissement de la traduction : Jean-Baptiste Naudet, URSS, le rêve turc des Gagaouzes, journal « Le Monde », 28 mars 1991